# Шевченківська-1
Шевченкове-1 — надглибока свердловина у Карпатському регіоні. Розташована в Долинському районі, поблизу села Шевченкове. 
Пробурена у 1969–1975 на нафту та газ. Глибина 7 520 м, температура на глибині сягала 185 °C. Пластовий тиск сягав 135 МПа.